# Aeroportul Nanchong Gaoping
Aeroportul Nanchong Gaoping (IATA: NAO, ICAO: ZUNC) este un aeroport din Nanchong⁠(d), Sichuan, Republica Populară Chineză ce deservește zona Nanchong⁠(d). Aeroportul a fost tranzitat în 2022 de 592.532 de pasageri.
aeroportul dispune de o singură pistă.